# Super Bowl LVII
Match précédent Match suivant
Le Super Bowl LVII est un match de football américain qui constitue la finale de la saison 2022 de la National Football League (NFL).
Il a lieu le 12 février 2023 à Glendale dans l'État de l'Arizona aux États-Unis.
Il s'agit de la 57e édition du Super Bowl, le 4e dans la région métropolitaine de Phoenix (le dernier ayant été le Super Bowl XLIX en 2015). Le match est télévisé au niveau national par le réseau de télévision américain FOX.
Ce Super Bowl est également le premier au cours duquel deux frères vont s'affronter, Travis Kelce (tight end des Chiefs) et Jason Kelce (centre des Eagles).
Le match voit les Chiefs de Kansas City, champions de l'American Football Conference (AFC) battre 38 à 35 les Eagles de Philadelphie, champions de la National Football Conference (NFC).

## Désignation de la ville hôte
Depuis le Super Bowl LVI, un nouveau mode de désignation des villes hôtes a été mis en place. Le processus précédent, qui permettait aux villes de soumettre des offres pour ces droits, a été abandonné. Au lieu de cela, la Ligue choisit unilatéralement un seul site d'hébergement pour chaque match, sans permettre aux autres villes de candidater ; la ville choisie prépare ensuite une proposition qui est votée lors des assemblées des propriétaires de la Ligue.
L'Arizona a été le premier lieu choisi selon ce procédé et sa proposition fut acceptée à l'unanimité le 23 mai 2018.
Le logo officiel dévoilé le 14 février 2022 correspond au modèle de logo du Super Bowl LVI, adapté avec des images d'un canyon et d'un ciel désertiques (ce dernier ressemblant au drapeau de l'État de l'Arizona) en référence aux paysages de la région hôte.

### Controverse
En réponse à la législation de l'État de l'Arizona ajoutant des restrictions sur le vote, ainsi que sur l'accès à certaines procédures médicales et à la participation des jeunes transgenres dans les équipes sportives de leur identité de genre, un certain nombre de personnalités publiques ont demandé que le Super Bowl LVII soit déplacé vers un autre État. Elles faisaient référence au précédent ayant retiré l'organisation du Super Bowl XXVII à Tempe après le refus de l'Arizona de reconnaître le Martin Luther King Day. En février 2022, plus de 200 chefs religieux, dont les révérends Jesse Jackson et William Barber (en), ont demandé au commissaire de la NFL Roger Goodell de déplacer le Super Bowl LVII hors de l'Arizona en réponse aux restrictions de vote introduites dans ses projets de loi « HB 1003, SB 1485 et SB 1819 »,. La vice-présidente du Parti démocrate de l'Arizona, Brianna Westbrook (en), a également exprimé son soutien à cette action après l'adoption de la Loi « S.B. 1138 et S.B. 1165 », limitant l'accès des mineurs aux procédures de changement de sexe et interdisant aux filles transgenres nées de sexe masculin de jouer au sein d'équipes sportives féminines.

## Le stade

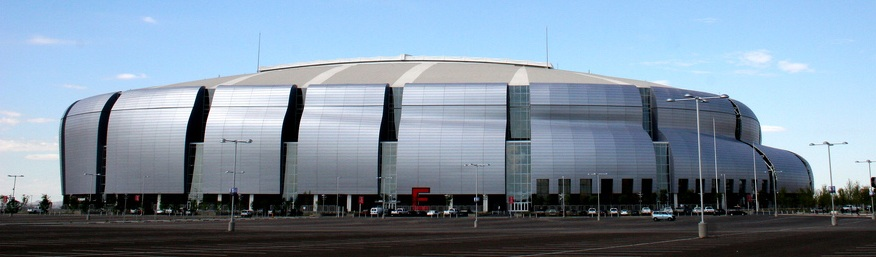
Le State Farm Stadium.

Le State Farm Stadium se situe dans la banlieue de Phoenix. Il est adjacent à la Gila River Arena, ancienne arène des Coyotes de l'Arizona de la Ligue nationale de hockey. Depuis août 2006, c'est le stade des Cardinals de l'Arizona lesquels jouaient auparavant au Sun Devil Stadium. Sa capacité pour les événements important est de 72 200 places. Il a déjà accueilli deux Super Bowl : le Super Bowl XLII en date du 3 février 2008 et le Super Bowl XLIX le 1er février 2015.
Le stade comporte de nombreuses installations de haute-technologie dont un toit rétractable constitué de deux panneaux réalisés dans une matière spéciale dénommée Bird-Air translucide. Le stade dispose également d'une aire de jeu amovible permettant l'organisation d'évènements divers (matches de basket, concerts, salons, conventions,..). Le revêtement qui recouvre sa façade est de type « caméléon » et reflète une couleur différente en fonction de l'intensité de la lumière du soleil. La modernité du stade et son design lui ont valu d'être placé dans le Top 10 des installations sportives les plus impressionnantes du monde par la revue Bloomberg Businessweek. C'est la seule installation sportive américaine à y figurer.

## Présentation du match
L'actrice Sheryl Lee Ralph chante en avant-match, Lift Every Voice and Sing suivie par le chanteur R & B Kenneth “Babyface” Edmonds qui interprète America the Beautiful.
L'hymne national américain est ensuite interprété par le chanteur country américain Chris Stapleton,.
Ces trois chansons seront traduites simultanément sur le terrain en langue des signes.
Les Eagles, considérés comme jouant à domicile, ont choisi de jouer dans leur maillot traditionnel (maillot vert et pantalon blanc).Les Chiefs ont ensuite décidé de jouer avec leur maillot blanc, une première pour cette franchise puisqu'elle avait disputé ses trois Super Bowls précédents en rouge.
Le match a été officieusement appelé « The Andy Reid Bowl », l'entraîneur principal des Chiefs, Andy Reid, ayant auparavant été entraîneur principal des Eagles de 1999 à 2012,. Reid devient ainsi le cinquième entraîneur principal à affronter son ancienne équipe lors d'un Super Bowl, rejoignant Weeb Ewbank (Super Bowl III), Dan Reeves (XXXIII), Jon Gruden (XXXVII) et Pete Carroll (XLIX).
Le match a également été officieusement appelé « The Kelce Bowl »,,, car il s'agit du premier Super Bowl à présenter des frères jouant les uns contre les autres : Travis Kelce tight end des Chiefs et Jason Kelce centre des Eagles.
Le Super Bowl LVII est le premier Super Bowl disputé entre deux quarterbacks titulaires afro-américains : Patrick Mahomes des Chiefs et Jalen Hurts des Eagles.
C'est la quatorzième fois que les têtes de série de chaque conférence se rencontreront lors du Super Bowl, la dernière fois étant lors du Super Bowl LII lorsque les Eagles avaient battu les Patriots de la Nouvelle-Angleterre.
|  | Finales de conférence                                                | Finales de conférence                                     |                              |    | Super Bowl LVII                                        | Super Bowl LVII                                        |
|  | Finales de conférence                                                | Finales de conférence                                     |                              |    | Super Bowl LVII                                        | Super Bowl LVII                                        |
|  |                                                                      |                                                           |                              |    |                                                        |                                                        |
|  | 29 janvier 2023, Arrowhead Stadium, Kansas City, Missouri            | 29 janvier 2023, Arrowhead Stadium, Kansas City, Missouri |                              |    | 12 février 2023, State Farm Stadium, Glendale, Arizona | 12 février 2023, State Farm Stadium, Glendale, Arizona |
|  | 29 janvier 2023, Arrowhead Stadium, Kansas City, Missouri            | 29 janvier 2023, Arrowhead Stadium, Kansas City, Missouri |                              |    | 12 février 2023, State Farm Stadium, Glendale, Arizona | 12 février 2023, State Farm Stadium, Glendale, Arizona |
|  | #2 AFC Bengals de Cincinnati                                         | 20                                                        |                              |    | 12 février 2023, State Farm Stadium, Glendale, Arizona | 12 février 2023, State Farm Stadium, Glendale, Arizona |
|  | #2 AFC Bengals de Cincinnati                                         | 20                                                        |                              |    | 12 février 2023, State Farm Stadium, Glendale, Arizona | 12 février 2023, State Farm Stadium, Glendale, Arizona |
|  | #1 AFC Chiefs de Kansas City                                         | 23                                                        |                              |    | 12 février 2023, State Farm Stadium, Glendale, Arizona | 12 février 2023, State Farm Stadium, Glendale, Arizona |
|  | #1 AFC Chiefs de Kansas City                                         | 23                                                        | #1 AFC Chiefs de Kansas City | 38 |                                                        |                                                        |
|  | 29 janvier 2023, Lincoln Financial Field, Philadelphie, Pennsylvanie |                                                           | #1 AFC Chiefs de Kansas City | 38 |                                                        |                                                        |
|  |                                                                      | #1 NFC Eagles de Philadelphie                             | 35                           |    |                                                        |                                                        |
|  | #2 NFC 49ers de San Francisco                                        | #1 NFC Eagles de Philadelphie                             | 35                           | 07 |                                                        |                                                        |
|  | #2 NFC 49ers de San Francisco                                        |                                                           |                              | 07 |                                                        |                                                        |
|  | #1 NFC Eagles de Philadelphie                                        | 31                                                        |                              |    |                                                        |                                                        |
|  | #1 NFC Eagles de Philadelphie                                        | 31                                                        |                              |    |                                                        |                                                        |

## Les équipes
| Équipes                                                                                      | Conférences | Divisions | Entraîneurs   | Bilan de saison régulière |
| -------------------------------------------------------------------------------------------- | ----------- | --------- | ------------- | ------------------------- |
| Chiefs de Kansas City                                                                        | AFC         | AFC West  | Andy Reid     | 14-3                      |
| Eagles de Philadelphie                                                                       | NFC         | NFC East  | Nick Sirianni | 14-3                      |
| - Arbitre : Carl Cheffers - Équipe donnée favorite par les bookmakers : Eagles par 1½ points |             |           |               |                           |

### Chiefs de Kansas City

#### Saison régulière
Sous la direction d'Andy Reid (10e saison), Kansas City termine la saison régulière 2022 avec un bilan de 14 victoires pour trois défaites (chez les Colts, contre les Bills et chez les Bengals) améliorant leur bilan de la saison 2021 (12–5). Ils remportent ainsi pour la 7e saison consécutive le titre de la division AFC West.
L'équipe excelle tant en attaque qu'en défense, avec 496 points inscrits sur la saison (1re de la NFL) pour 369 concédés (16e de la NFL).
L'attaque se classe 1re de la ligue au nombre de yards gagnés (7 032 yards) et est emmenée par le quarterback pro bowler Patrick Mahomes lequel, au cours de sa sixième saison dans la NFL, établit ses records en carrière du meilleur pourcentage de passes réussies (67,1%, 435/648 passes, 7e de la ligue) et du plus grand nombre de yards gagnés sur une saison à la passe (5 250 - 1er de la ligue). Il totalise également 12 passes interceptées (7e de la ligue), inscrit 41 touchdowns et obtient une évaluation QB de 105,2 (2e de la ligue). À la course, il gagne 358 yards et inscrits 4 touchdowns supplémentaires. Ses performances lui valent d'être désigné MVP de la saison 2022 de la NFL.
Ses cibles favorites ont été le tight end pro bowler Travis Kelce (12 touchdowns en réception - 2e de la ligue, 1 338 yards - 8e de la ligue, 110 réceptions - 3e de la ligue), le wide receiver JuJu Smith-Schuster (3 TDs, 933 yards), Jerick McKinnon (9 TDs, 512 yards). Le rookie Isiah Pacheco (5 TDs, 830 yards) est le running back le plus performant des Chiefs suivi par Patrick Mahomes (4 Tds, (358 yards). Le kicker Harrison Butker a réussi 18 des 24 field goals tentés (3/7 à plus de 50 yards).
La défense se classe 11e au nombre de yards concédés (5 579). Le pro bowler Chris Jones est le meilleur de son équipe au niveau des sacks (15½ - 4e de la ligue et 44 plaquages) suivi par le defensive end George Karlaftis III. Jones et le center Creed Humphrey sont les deux joueurs défensifs des Chiefs sélectionnés au Pro Bowl. Le linebacker Nick Bolton mène son équipe au nombre de plaquages (180 dont 108 en solo - 2e de la ligue, 3 passes défendues, 2 sacks) suivi par le cornerback L'Jarius Sneed (108 dont 75 en solo, 11 passes défendues, 3½ sacks) et du linebacker Willie Gay Jr. (88 dont 51 en solo, 1 TD, 8 passes défendues, 2½ sacks).

#### Série éliminatoire
Kansas City, vu son statut de meilleure équipe de l'AFC après la saison régulière, est exempté du tour de Wild Card et joue ses matchs de phase finale à domicile.
Lors du tour du division, ils battent les Jaguars de Jacksonville 27 à 20 et en finale de conférence AFC, ils battent les Bengals de Cincinnati 23 à 20, leur kicker Harrison Butker inscrivant un field goal de 45 yards alors qu'il ne reste que trois secondes à jouer.
Sous la conduite du quarterback Patrick Mahomes et de l'entraîneur principal Andy Reid, les Chiefs jouant leur cinquième finale de conférence AFC consécutive, la remportent pour la troisième fois (2019, 2020 et 2022) et se qualifient pour leur troisième Super Bowl en quatre saisons.
| Logo     | Postes        | Joueurs                                         | Statistiques                                                                                     |
| -------- | ------------- | ----------------------------------------------- | ------------------------------------------------------------------------------------------------ |
|          | Quarterback   | Patrick Mahomes                                 | 435/648 passes réussies pour 5 250 yards, 41 TDs à la passe, 4 TDs à la course, 12 interceptions |
| Coureur  | Isiah Pacheco | 170 courses pour 830 yards nets gagnés et 5 TDs |                                                                                                  |
| Receveur | Travis Kelce  | 110 réceptions pour 1 388 yards et 12 TDs       |                                                                                                  |

#### Historique des finales
| Édition        | Date            | Lieu                                                   | Adversaire              | G/P    | Score | Quarterback(s)  | Entraîneur      |
| -------------- | --------------- | ------------------------------------------------------ | ----------------------- | ------ | ----- | --------------- | --------------- |
| Super Bowl LV  | 7 février 2021  | Raymond James Stadium, Tampa, Floride                  | Buccaneers de Tampa Bay | P, 2-2 | 09-30 | Patrick Mahomes | Andy Reid       |
| Super Bowl LIV | 2 février 2020  | Hard Rock Stadium, Miami, Floride                      | 49ers de San Francisco  | G, 2-1 | 31-20 | Patrick Mahomes | Andy Reid       |
| Super Bowl IV  | 11 janvier 1970 | Tulane Stadium, La Nouvelle-Orléans, Louisiane         | Vikings du Minnesota    | G, 1-1 | 23-07 | Len Dawson      | Hank Stram (en) |
| Super Bowl I   | 15 janvier 1967 | Los Angeles Memorial Coliseum, Los Angeles, Californie | Packers de Green Bay    | P, 0-1 | 10-35 | Len Dawson      | Hank Stram      |

| Édition                    | Date             | Lieu                             | Adversaire        | G/P    | Score     | Quarterback       | Entraîneur      |
| -------------------------- | ---------------- | -------------------------------- | ----------------- | ------ | --------- | ----------------- | --------------- |
| AFL Championship 1962 (en) | 23 décembre 1962 | Jeppesen Stadium, Houston, Texas | Oilers de Houston | G, 1-0 | 20 2ET 17 | Abner Haynes (en) | Hank Stram (en) |

### Eagles de Philadelphie

#### Saison régulière
Dirigés pour la 2e année consécutive par l'entraîneur principal Nick Sirianni, ils terminent la saison régulière avec un bilan de 14 victoires pour 3 défaites (contre les Commanders, chez les Cowboys et contre les Saints).
L'équipe excelle tant en attaque qu'en défense (huit joueurs sélectionnés pour le Pro Bowl), avec 477 points inscrits sur la saison (3e de la NFL) pour 344 concédés (8e de la NFL).
Le quarterback pro bowler Jalen Hurts, patron de l'attaque, a établi plusieurs records de carrière au cours de sa troisième saison en NFL dont celui du pourcentage de passes réussies (66%), du nombre de yards gagnés à la passe (3 701) et celui du nombre de touchdowns inscrits à la passe (22). Il n'a eut que six passes interceptées et obtient 101,5 comme évaluation du QB (4e meilleur évaluation de la NFL). Hurts a également gagné un total de 736 yards et inscrit 13 touchdowns supplémentaires à la course, le 2e meilleur total de la ligue. Ses cibles favorites ont été le wide receiver pro bowler A. J. Brown (1 496 yards, 11 touchdowns), le wide receiver DeVonta Smith (1 196 yards, sept touchdowns), le tight end Dallas Goedert (702 yards et 3 touchdowns). Le running back le plus performant des Eagles est le pro bowler Miles Sanders (classé 5e de la NFL avec 1 269 yards et 11 touchdowns, moyenne de 4.9 yards par course). Trois joueurs de la ligne offensive ont été sélectionnés pour le Pro Bowl, le guard Landon Dickerson, le tackle Lane Johnson et le center Jason Kelce. Le kicker Jake Elliott a réussi 20 des 23 field goals tentés (87%), dont 5/6 d'au moins 50 yards.
La défense de Philadelphie s'est classée 2e de la ligue au plus petit nombre de yards concédés (5 125) et, avec quatre joueurs avec au moins 10 sacks réussis sur la saison, a établi un nouveau record de la NFL. La ligne défensive est composée des defensive ends Josh Sweat et Brandon Graham (11 sacks chacun), et des defensive tackles Fletcher Cox (7 sacks), Javon Hargrave (11 sacks) et Milton Williams (4 sacks). Le linebacker pro bowler Haason Reddick se classe 2e au nombre de sacks réussis sur une saison (16 sacks auxquels s'ajoutent cinq fumbles forcés dont trois recouverts. Les linebackers T. J. Edwards (en) et Kyzir White (en) totalisent chacun plus de 100 plaquages et 7 passes défendues. Le safety C. J. Gardner-Johnson est co-leader au nombre d'interceptions réussies (6) tandis que le cornerback pro bowler Darius Slay et le cornerback All-Pro James Bradberry en ont chacun trois.

#### Série éliminatoire
Philadelphie, vu son statut de meilleure équipe de la NFC après la saison régulière, est exempté du tour de wild card et joue ses matchs de phase finale à domicile.
Lors du tour du division, ils battent aisément les No 6 Giants de New York 38 à 7 et en finale de conférence NFC, ils battent largement les No 2 49ers de San Francisco 31 à 7. Ces derniers ont été contraints de se priver des services de leurs deux quarterbacks disponibles, Brock Purdy et Josh Johnson, tous deux sortis sur blessure en cours de première mi-temps. Purdy a pu reprendre en deuxième période mais, toujours blessé, il ne savait effectuer que de petites passes.
Ils affichent ainsi un score global de 69 points inscrits pour 14 concédés.
| Logo     | Postes        | Joueurs                                            | Statistiques                                                                                     |
| -------- | ------------- | -------------------------------------------------- | ------------------------------------------------------------------------------------------------ |
|          | Quarterback   | Jalen Hurts                                        | 306/460 passes réussies pour 3 701 yards, 22 TDs à la passe, 13 TDs à la course, 6 interceptions |
| Coureur  | Miles Sanders | 259 courses pour 1 269 yards nets gagnés et 11 TDs |                                                                                                  |
| Receveur | A. J. Brown   | 88 réceptions pour 1 496 yards et 11 TDs           |                                                                                                  |

#### Historique des finales
Ils participent à leur 4e Super Bowl (bilan de 1 victoire pour 2 défaites). La franchise a également remporté 3 finales du championnat NFL (avant l'ère du Super Bowl) soit en 1948, 1949 et 1960.
| Édition          | Date            | Lieu                                      | Adversaire                         | G/P    | Score   | Quarterback(s) | Entraîneur    |
| ---------------- | --------------- | ----------------------------------------- | ---------------------------------- | ------ | ------- | -------------- | ------------- |
| Super Bowl LII   | 4 février 2018  | U.S. Bank Stadium, Minneapolis, Minnesota | Patriots de la Nouvelle-Angleterre | G, 1-2 | 41 - 33 | Nick Foles     | Doug Pederson |
| Super Bowl XXXIX | 6 février 2005  | Alltel Stadium, Jacksonville              | Patriots de la Nouvelle-Angleterre | P, 0-2 | 21 - 24 | Donovan McNabb | Andy Reid     |
| Super Bowl XV    | 25 janvier 1981 | Louisiana Superdome, La Nouvelle-Orléans  | Raiders d'Oakland                  | P, 0-1 | 10 - 27 | Ron Jaworski   | Dick Vermeil  |

| Édition                    | Date             | Lieu                              | Adversaire           | G/P    | Score | Quarterback(s)      | Entraîneur     |
| -------------------------- | ---------------- | --------------------------------- | -------------------- | ------ | ----- | ------------------- | -------------- |
| NFL Championship 1960 (en) | 26 décembre 1960 | Franklin Field, Philadelphie      | Packers de Green Bay | G, 3-1 | 17–13 | Norm Van Brocklin   | Buck Shaw (en) |
| NFL Championship 1949 (en) | 18 décembre 1949 | Los Angeles Memorial Coliseum, LA | Rams de Los Angeles  | G, 2-1 | 14–0  | Tommy Thompson      | Greasy Neale   |
| NFL Championship 1948 (en) | 19 décembre 1948 | Shibe Park (en), Philadelphie     | Cardinals de Chicago | G, 1-1 | 07–0  | Tommy Thompson      | Greasy Neale   |
| NFL Championship 1947 (en) | 28 décembre 1947 | Comiskey Park, Chicago            | Cardinals de Chicago | P, 0-1 | 21–28 | Tommy Thompson (en) | Greasy Neale   |

## Déroulement du match

### Arbitres
Le Super Bowl LVII est dirigé par sept officiels (les numéros entre parenthèses indiquent le numéro de leur maillot) :
| - Titulaires : - Arbitre principal : Carl Cheffers (51), 3e Super Bowl (LIV, LII) - Umpire: Roy Ellison (81), 3e Super Bowl (LIII, XLII) - Down judge: Jerod Phillips (6), 1er Super Bowl - Line judge: Jeff Bergman (32), 3e Super Bowl (LIIII, XXXI) - Field judge: John Jenkins (117), 1er Super Bowl - Side judge: Eugene Hall (103), 3e Super Bowl (LIV, LIIII) - Back judge: Dino Paganelli (105), 3e Super Bowl (LIV, XLVII) - Révision vidéo : Mark Butterworth, 1er Super Bowl | - Réservistes : - Arbitre principal : John Hussey - Umpire : Ramon George - Down judge : David Oliver - Line judge : Tim Podraza - Field judge : Terry Brown - Side judge : Boris Cheek - Back judge : Perry Paganelli - Révision vidéo : Tyler Cerimeli |

### Joueurs titulaires
| Kansas City              | Postes  | Philadelphie       |
| ------------------------ | ------- | ------------------ |
| Noah Gray (en)           | TE / WR | Quez Watkins (en)  |
| Orlando Brown Jr.        | LT      | Jordan Mailata     |
| Joe Thuney               | LG      | Landon Dickerson   |
| Creed Humphrey           | C       | Jason Kelce        |
| Trey Smith (en)          | RG      | Isaac Seumalo (en) |
| Andrew Wylie             | RT      | Lane Johnson       |
| Travis Kelce             | TE      | Dallas Goedert     |
| Marquez Valdes-Scantling | WR      | A. J. Brown        |
| Patrick Mahomes          | QB      | Jalen Hurts        |
| Isiah Pacheco            | RB      | Miles Sanders      |
| JuJu Smith-Schuster      | WR      | DeVonta Smith      |

| Kansas City        | Postes     | Philadelphie          |
| ------------------ | ---------- | --------------------- |
| George Karlaftis   | LDE        | Linval Joseph         |
| Derrick Nnadi (en) | LDT        | Fletcher Cox          |
| Chris Jones        | RDT        | Javon Hargrave        |
| Frank Clark        | RDE        | Josh Sweat            |
| Willie Gay         | LB / SAM   | Haason Reddick        |
| Nick Bolton        | MLB / MIKE | T.J. Edwards (en)     |
| Jaylen Watson (en) | RCB        | Avonte Maddox (en)    |
| Trent McDuffie     | LCB        | James Bradberry       |
| L'Jarius Sneed     | RCB        | Darius Slay           |
| Justin Reid        | SS         | C. J. Gardner-Johnson |
| Juan Thornhill     | FS         | Marcus Epps (en)      |

### Entraîneurs

#### Andy Reid (Kansas City)
Andrew Walter Reid (né le 19 mars 1958) est l'entraîneur principal des Chiefs depuis 2013 après avoir été celui des Eagles entre (1999-2012) et après avoir occupé plusieurs postes chez les Packers de Green Bay (entraîneur des tight ends et assistant entraîneur de la ligne offensive (1992–1996) ainsi qu'entraîneur des quarterbacks et assistant de l'entraîneur principal (1997–1998)).
Il avait fait ses armes en NCAA, en tant qu'assistant gradué des Cougars de BYU (1982), en tant qu'entraîneur de la ligne offensive des Gators de San Francisco State (1983–1985), des Lumberjacks de Northern Arizona (1986), des Miners de l'UTEP (1987–1988) et en tant qu'entraîneur principal des Tigers du Missouri (1989–1991).
Il a également été joueur au poste de running back chez les Bulldogs de la Géorgie (1973-1975). Il ne joue ensuite qu'un seul match en NFL pour les Bills de Buffalo en 1976.
Au cours des 24 saisons en tant qu'entraîneur principal en NFL (14 avec les Eagles et 10 avec les Chiefs), ses équipes n'afficheront un bilan négatif qu'à trois reprises et toutes avec les Eagles : 1999 (5-11), 2005 (6-10), 2012 (4-12). Il réalise sa moins bonne saison avec les Chiefs en 2014 (9-7). Depuis que Patrick Mahomes en est le quarterback, les Chiefs ont toujours gagné au minimum dix matchs de saison régulière.
Il a remporté 6 titres de la division NFC East avec les Eagles et 7 consécutifs (série en cours) de la division AFC West avec les Chiefs. Il remporte quatre titres de conférence (1 en NFC et 3 en AFC). Il ne remporte qu'un Super Bowl (saison 2019 avec les Chiefs contre les 49er) et en perd 2 (saison 2004 avec les Eagles contre les Patriots et saison 2020 avec les Chiefs contre les Buccaneers).
|  | - Vainqueur du Super Bowl : - Super Bowl XXXI, en tant qu'entraîneur assistant des Packers de Green Bay ; - Super Bowl LIV, en tant qu'entraîneur principal des Chiefs de Kansas City. - Champion de la conférence AFC avec les Chiefs : 2019, 2020, 2022 - Champion de la division AFC West avec les Chiefs : 2016, 2017, 2018, 2019, 2020, 2021, 2022 - Champion de la conférence NFC avec les Eagles : 2004 - Champion de la division NFC East avec les Eagles : 2001, 2002, 2003, 2004, 2006, 2010 - Entraîneur NFL de l'année selon l'Associated Press : 2002 - Entraîneur NFL de l'année selon le Sporting News : 2000, 2002, 2018 - Entraîneur NFL de l'année selon Pro Football Weekly : 2002 - Entraîneur NFL de l'année selon Maxwell Club : 2000, 2002, 2010, 2018 - Sélectionné dans l'équipe du 75e anniversaire des Eagles de Philadelphie - Statistiques en NFL : - Saisons régulières : 246–138–1 (64%) - Séries éliminatoire : 21–16 (56,8%) - Carrière : 267–154–1 (63,4%) |

#### Nick Sirianni (Philadelphie)
Nicholas John Sirianni, né le 15 juin 1981, est l'entraîneur principal des Eagles de Philadelphie depuis la saison 2021 en remplacement de Doug Pederson.
Il commence sa carrière d'entraîneur en tant qu'entraîneur des defensive backs des Purple Raiders de Mount Union (en) en NCAA Division III (2004–2005) et en tant qu'entraîneur des wide receivers des Crimson Hawks de l'IUP (en) (2006–2008) en NCAA Division II.
Il passe ensuite en NFL, où il occupe divers postes chez les Chiefs de Kansas City (entraîneur assistant, entraîneur assistant des quarterbacks et entraîneur des wide receivers, 2009-2012) et chez les Chargers de San Diego/Los Angeles (entraîneur assistant, entraîneur des quarterbacks et des wide receivers, 2013-2017). Il devient alors coordinateur offensif pour les Colts d'Indianapolis (2018-2020) avant de rejoindre les Eagles.
En tant qu'entraîneur principal, Sirianni n'affiche avec les Eagles que des bilan positifs en saisons régulières (9-8 et 14-3). En 2021, ils perdent le match de wild card contre les Buccaneers de Tampa Bay. Il a remporté le titre de la division NFC East et le titre de champion de la conférence NFC en 2022.
Sirianni a joue en NCAA Division III pour Purple Raiders de Mount Union (en) dans l'Ohio et y remporte les titres de champion en 2000, 2001 et 2002. Bien qu'une blessure au mollet et un syndrome de loge aient presque mis fin à sa carrière de joueur en deuxième année, il y reste titulaire pendant trois saisons. En 2003, il gagne un total de 998 yards et inscrit 13 touchdowns et obtient son diplôme en éducation. Il joue ensuite en 2005 en American Indoor Football League pour les Legends de Canton (en).
|  | - Titre de champion de la conférence NFC : 2022 - Titre de champion de la division NFC East : 2022 - Statistiques en NFL : - Saisons régulières : 23–11 (67,6%) - Séries éliminatoire : 2–1 (66,7%) - Carrière : 25–12 (67,6%) |

### Résumé
Kansas City remporte le pile ou face (toss). Philadelphie commence le match avec la possession du ballon.

#### 1remi-temps
Leur premier drive long de 75 yards en 11 jeux lors duquel Jalen Hurts effectue deux courses (gain de 12 yards) et réussit quatre passes, la plus longue étant de 23 yards vers le wide receiver DeVonta Smith. Après un 3e down réussi, les Eagles se retrouvent sur la ligne des 5 mètres des Chiefs. Hurts inscrit ensuite les premiers points du match avec un touchdown à la course d'un yard, le kicker Jake Elliott ajoutant le point de la transformation. Kansas City répond avec un enchaînement de 8 jeux pour un gain de 75 yards comprenant une course de 24 yards d'Isiah Pacheco. Patrick Mahomes trouve par la passe son tight end Travis Kelce à deux reprises, la première pour un gain 20 yards et la seconde pour un touchown de 18 yards. Les équipes sont à égalité (7-7). Le deuxième drive des Eagles se termine par le premier trois et out du match, une pénalité pour interférence de passe les ayant pénalisés. Kansas City n'en profite pas, le kicker Harrison Butker touchant le poteau gauche lors de sa tentative de field goal de 42 yards. Le premier quart temps se termine après deux passes réussies et deux courses de Jalon Hurts s'ajoutant à un gain consécutif à une pénalité pour un hors-jeu défensif.
Lors du premier jeu du deuxième quart temps, Philadelphie reprend la tête à la suite d'un touchdown inscrit par une passe de 45 yards de Hurts vers A.J. Brown (14-7). Les Chiefs concèdent ensuite leur premier trois et out du match. Lors de la série suivante, Hurts commet un fumble et le ballon est récupéré par le linebacker Nick Bolton qui le retourne sur 36 yards, inscrivant un touchdown (14-14 pour les Chiefs). Sur le drive suivant, Hurts gagne 14 yards à la suite d'une course et convertit plus tard une 4e tentative à 5 yards à la suite d'une nouvelle course de 28 yards. Il permet aux Eagles de se retrouver sur la ligne des 16 yards adverses. Philadelphie réussit une nouvelle 4e tentative de 2 yards, les Chiefs étant pénalisés pour hors-jeu. C'est Janlen Hurts qui conclut le drive par une course de 4 yards (21-14 pour les Eagles). Après le temps mort obligatoire des deux minutes, les Chiefs ne progressent plus, Mahomes aggravant même son entorse à la cheville subie au début de saison. À une minute trente trois de la fin de la première mi-temps, les Chiefs sont donc obligés de dégager le ballon que Britain Covey, spécialiste des retours chez les Eagles, retourne sur 27 yards. Après un gain de 22 yards sur une réception d'A.J. Brown, Jake Elliott réussit un field goal de 35 yards qui permet à Philadelphie de mener 24 à 14 à la mi-temps.

#### 2emi-temps
Kansas City commence la seconde mi-temps avec la possession du ballon et gagne 75 yards en 12 actions de jeu, dont 26 yards en trois passes et 14 à la course par Mahomes. La série se termine par un touchdown inscrit à la suite d'une course du running back Isaih Pacheco (21-24). Philadelphie doit ensuite se contenter d'un field goal de 33 yards lequel conclut une série comptant deux passes réussies de Hurts vers son tight end Dallas Goedert. Les Eagles mènent 27-21 à 1 min 48 de la fin du troisième quart temps. Celui-ci se termine après que les Chiefs aient gagnés 31 yards en quatre jeux dont deux courses de Pacheco qui permet à Kansas city de se retrouver sur la ligne des 44 yards de Philadelphie.
Dès la reprise du 4e quart temps, Mahomes réussit quatre passes vers le wide receiver JuJu Smith-Schuster pour un gain total de 38 yards et le drive de 12 jeux (75 yards) se conclut par un touchdown de 5 yards à la passe inscrit par le wide receiver Kadarius Toney. Les Chiefs mènent pour la première fois du match (28-27). La défense des Chiefs force ensuite un trois-et-out de Philadelphie et Toney retourne le botté de dégagement de Siposs sur 65 yards établissant ainsi le record du plus long retour de punt de l'histoire du Super Bowl. Les Chiefs se trouvent sur la ligne des 5 yards des Eagles. Kansas City inscrit rapidement un nouveau touchdown à la suite d'une passe de 4 yards de Mahomes vers Skyy Moore. L'avance des Chiefs monte à huit points. Le drive de Philadelphie va durer quatre minutes. Jalen Hurts est intenable et après avoir réussi une passe de 45 yards vers Devonta Smith, inscrit son troisième touchdown à la course (2 yards) de la soirée. Les deux équipes seront à nouveau à égalité (35-35), Hurts réussissant la conversion à deux points à la suite d'une nouvelle course de 2 yards. Il reste 5 min 15 au chrono. Les Chiefs vont remonter le terrain jusqu'à la ligne des 47 yards des Eagles, à la suite de trois courses de Pacheco (15 yards) et deux passes réussies de Mahomes (17 yards). Lors du jeu suivant, Mahomes gagne 26 yards à la course. Kansas City se retrouve ainsi dans une position idéale pour remporter le matchs puisqu'ils ne sont plus qu'à 17 yards de l'en but. Le temps mort obligatoire des 2 minutes est atteint après une course de 2 yards de Pacheco. Lors de la 3e tentative, James Bradberry commet une faute (holding) ce qui redonne de facto une première tentative pour les Chiefs,,. Bien que cette sanction ait été quelque peu critiquée, Bradberry reconnaitra la faute en conférence de presse. Après avoir usé le chrono, Harrison Butker inscrit le field goal de 27 yards. Les Chiefs mènent 38 à 35 alors qu'il ne reste que huit secondes de jeu. Une passe Hail Mary (en) de Hurts ne donne rien et les Chiefs remportent le Super Bowl.
Mahomes est désigné MVP du match après avoir affiché un bilan de 21 passes réussies sur les 37 tentées pour un gain de 44 yards gagnés autres à la course et 182 yards pour 3 touchdowns à la passe. Le running back Pacheco termine meilleur coureur du match avec 76 yards et 1 touchdown en 15 portés tandis que le linebacker Nick Bolton totalise 9 plaquages dont 8 en solo et un fumble retourné en touchdown.
Hurts termine le match avec 27 passes réussies sur 38 tentées pour un gain à la passe de 304 yards et 1 touchdown. Il a également effectué 15 courses pour un gain cumulé de 70 yards et 3 touchdowns. Il établit ainsi le record du Super Bowl de plus grand nombre de yards gagnés et de touchdowns inscrits à la course par un quarterback. Il égale le record du plus grand nombre de touchdowns inscrits à la course (3) et du plus grand nombre de points inscrits pas un joueur (20) lors d'un Super Bowl,. Devonta Smith a été sa cible favorite (7 réceptions) et est le meilleur receveur du matchs avec 100 yards suivi par A.J. Brown (96 yards en 6 réceptions).

### Évolution du score
Le match débute à 16 h 43 locales sous un temps ensoleillé, une température de 78 degrés Fahrenheit (26 °C), et un vent de sud-est à 17 km/h.
| Score                  | Q1 | Q2 | Q3 | Q4 | Total |
| Chiefs de Kansas City  | 7  | 07 | 7  | 17 | 38    |
| Eagles de Philadelphie | 7  | 17 | 3  | 08 | 35    |

| QT          | Temps       | Drive       | Drive       | Drive       | Équipe      | Description de l'action | Score | Score |
| ----------- | ----------- | ----------- | ----------- | ----------- | ----------- | --- | ----- | ----- |
| QT          | Temps       | Jeux        | Yards       | TDP         | Équipe      | Description de l'action | KC    | PHI   |
| 1           | 10:09       | 11          | 75          | 04:51       | PHI         | TD de 1 yard à la suite d'une course de 1 yard par le QB Jalen Hurts (+ 1 pt de conversion par le K Jake Elliott)                      | 0     | 7     |
| 1           | 06:57       | 6           | 75          | 03:12       | KC          | TD de 18 yards par le TE Travis Kelce (passe du QB Patrick Mahomes + 1 pt de conversion par le K Harrison Butker                       | 7     | 7     |
|             |             |             |             |             |             | |       |       |
| 2           | 14:52       | 5           | 68          | 02:32       | PHI         | TD de 45 yards par le WR A. J. Brown (passe du QB Jaylen Hurts + 1 pt de conversion par le K Jake Elliott)                             | 7     | 14    |
| 2           | 09:39       | 6           | 11          | 03:39       | KC          | TD à la suite d'un fumble du QB Jalen Hurts retourné sur 36 yards par le LB Nick Bolton (+ 1 pt de conversion par le K Harrison Butker | 14    | 14    |
| 2           | 02:20       | 12          | 75          | 07:19       | PHI         | TD de 4 yards à la suite d'une course du QB Jalen Hurts (+ 1 pt de conversion par le K Jake Elliott)                                   | 14    | 21    |
| 2           | 00:00       | 8           | 40          | 01:22       | PHI         | FG de 35 yards par le K Jake Elliott                                                                                                   | 14    | 24    |
|             |             |             |             |             |             | |       |       |
| 3           | 09:30       | 10          | 75          | 05:30       | KC          | TD à la suite d'une course de 1 yard par le RB Isiah Pacheco (+ 1 pt de conversion par le K Harrison Butker)                           | 21    | 24    |
| 3           | 01:45       | 17          | 60          | 07:45       | PHI         | FG de 33 yards par le K Jake Elliott                                                                                                   | 21    | 27    |
|             |             |             |             |             |             | |       |       |
| 4           | 12:04       | 9           | 75          | 04:41       | KC          | TD de 5 yards par le WR Kadarius Toney (passe du QB Patrick Mahomes + 1 pt de conversion par le K Harrison Butker)                     | 28    | 27    |
| 4           | 09:22       | 3           | 5           | 00:49       | KC          | TD de 4 yards par le WR Skyy Moore (en) (passe du QB Patrick Mahomes + 1 pt de conversion par le K Harrison Butker)                    | 35    | 27    |
| 4           | 05:15       | 8           | 75          | 04:07       | PHI         | TD à la suite d'une course de 2 yards par le QB Jalen Hurts (+ 2 pts de conversion à la suite d'une course du QB Hurts)                | 35    | 35    |
| 4           | 00:08       | 12          | 66          | 05:07       | KC          | FG de 27 yards par le K Harrison Butker                                                                                                | 38    | 35    |
| Score final | Score final | Score final | Score final | Score final | Score final | Score final | 38    | 35    |

## Statistiques
| Nom             | Poste       | Équipe                |
| --------------- | ----------- | --------------------- |
| Patrick Mahomes | Quarterback | Chiefs de Kansas City |

| Statistiques                          | Chiefs de Kansas City                                   | Eagles de Philadelphie                                  |
| ------------------------------------- | ------------------------------------------------------- | ------------------------------------------------------- |
| 1er down                              | 21                                                      | 25                                                      |
| 1er down à la course                  | 7                                                       | 12                                                      |
| 1er down à la passe                   | 12                                                      | 11                                                      |
| 1er down suite pénalité               | 2                                                       | 2                                                       |
| Conversion de 3e down                 | 4/8                                                     | 11/18                                                   |
| Conversion de 4e down                 | 0/0                                                     | 2/2                                                     |
| Jeux–yards                            | 53 jeux pour 340 yards                                  | 72 jeux pour 417 yards                                  |
| Yards à la courses                    | 26 courses pour 158 yards (moyenne de 6,4 yards/course) | 32 courses pour 115 yards (moyenne de 5,8 yards/course) |
| Yards à la passe                      | 182                                                     | 302                                                     |
| Passes: Réussies-Tentées-Interceptées | 21/27 passes complétées, 0 interception                 | 27/38 passes complétées, 0 interception                 |
| Réussite en zone rouge/chances        | 4/5                                                     | 3/5                                                     |
| TD                                    | 5 (1 à la course, 3 à la passe, 1 par défense)          | 4 (3 à la course, 1 à la passe)                         |
| Field Goals                           | 1/2                                                     | 2/2                                                     |
| Sacks (Nombre-Yards)                  | 0                                                       | 0                                                       |
| Fumbles (Nombre/Perdus)               | 1/0                                                     | 2/1                                                     |
| Pénalités (Nombre/Yards perdus)       | 3 pour 14 yards perdus                                  | 6 pour 33 yards perdus                                  |
| Temps de possession                   | 24:13                                                   | 35:47                                                   |

| Chiefs de Kansas City  |                     |                                                                                               |
| Quarterback            | Patrick Mahomes     | 21/27 passes complétées, 304 yards, 0 interception, 1 TD, 0 sack subi, évaluation QB de 131,8 |
| Meilleur coureur       | Isiah Pacheco       | 15 courses pour 76 yards nets gagnés, 1 TD, moyenne de 5,1 yards/course                       |
| Meilleur coureur       | Patrick Mahomes     | 6 courses pour 44 yards nets gagnés, 0 TD, moyenne de 7,3 yards/course                        |
| Meilleur coureur       | Jerick McKinnon     | 4 courses pour 34 yards nets gagnés, 0 TD, moyenne de 8,5 yards/course                        |
| Meilleur coureur       | Skyy Moore          | 1 course pour 4 yards nets gagnés, 0 TD, moyenne de 4 yards/course                            |
| Meilleurs receveurs    | Travis Kelce        | 6 réceptions pour 81 yards gagnés, 1 TD                                                       |
| Meilleurs receveurs    | JuJu Smith-Schuster | 7/9 réceptions pour 53 yards gagnés, 0 TD                                                     |
| Meilleurs receveurs    | Justin Watson       | 2/2 réceptions pour 18 yards gagnés, 0 TD                                                     |
| Meilleurs receveurs    | Jerick McKinnon     | 3/3 réceptions pour 15 yards gagnés, 0 TD                                                     |
| Meilleurs receveurs    | Noah Gray           | 1/1 réception pour 6 yards gagnés, 0 TD                                                       |
| Meilleurs receveurs    | Kadarius Toney      | 1/1 réception pour 5 yards gagnés, 1 TD                                                       |
| Meilleurs receveurs    | Skyy Moore          | 1/1 réception pour 4 yards gagnés, 1 TD                                                       |
| Meilleur plaqueur      | Nick Bolton         | 9 plaqueges dont 9 en solo, 1 FR                                                              |
| Eagles de Philadelphie |                     |                                                                                               |
| Quarterback            | Jalen Hurts         | 27/38 passes complétées, 304 yards, 0 interception, 1 TD, 0 sack subi, évaluation QB de 103,4 |
| Meilleur coureur       | Jalen Hurts         | 17 courses pour 70 yards nets gagnés, 3 TDs, moyenne de 4,7 yards/course                      |
| Meilleur coureur       | Kenneth Gainwell    | 7 courses pour 21 yards nets gagnés, 0 TD, moyenne de 3,0 yards/course                        |
| Meilleur coureur       | Miles Sanders       | 7 courses pour 16 yards nets gagnés, 0 TD, moyenne de 2,3 yards/course                        |
| Meilleur coureur       | Boston Scott        | 3 courses pour 8 yards nets gagnés, 0 TD, moyenne de 2,7 yards/course                         |
| Meilleur receveur      | DeVonta Smith       | 7/9 réceptions pour 100 yards gagnés, 0 TD                                                    |
| Meilleur receveur      | A. J. Brown         | 6/8 réceptions pour 96 yards gagnés, 1 TD                                                     |
| Meilleur receveur      | Dallas Goedert      | 6/7 réceptions pour 60 yards gagnés, 0 TD                                                     |
| Meilleur receveur      | Kenneth Gainwell    | 4/4 réceptions pour 20 yards gagnés, 0 TD                                                     |
| Meilleur receveur      | Zach Pascal         | 2/2 réceptions pour 100 yards gagnés, 0 TD                                                    |
| Meilleur receveur      | Boston Scott        | 1/1 réceptions pour 9 yards gagnés, 0 TD                                                      |
| Meilleur receveur      | Quez Watkins        | 1/2 réceptions pour 8 yards gagnés, 0 TD                                                      |
| Meilleur plaqueur      | Avonte Maddox       | 7 plaquages dont 6 en solo                                                                    |

## Records
| Records établis                                                                         | Records établis | Records établis                              |
| --------------------------------------------------------------------------------------- | --------------- | -------------------------------------------- |
| Plus grand nombre de points inscrits par l'équipe perdante                              | 35              | Philadelphia                                 |
| Plus petit nombre de retours de kickoff effectués (total des deux équipes)              | 01              | Kansas City (0) Philadelphia (1)             |
| Plus petit nombre de yards gagnés sur retour de kickoff (total des deux équipes)        | 11              | Kansas City (0) Philadelphia (11)            |
| Plus grand nombre de yards gagnés à la course par un quarterback                        | 70              | Jalen Hurts (Philadelphia)                   |
| Plus long retour de punt effectué par un joueur                                         | 65              | Kadarius Toney (Kansas City)                 |
| Plus grand nombre de kickoffs entraînant un touchback                                   | 06              | Harrison Butker – 6/7 kickoffs (Kansas City) |
| Plus grand nombre de kickoffs entraînant un touchback                                   | 06              | Jake Elliott – 6/6 kickoffs (Philadelphia)   |
| Records égalés                                                                          |                 |                                              |
| Plus grand nombre de touchdowns inscrits à la course (total des deux équipes)           | 04              | Kansas City (1) Philadelphia (3)             |
| Plus petit nombre d'interceptions effectuées (total des deux équipes)                   | 0               | Kansas City (0) Philadelphia (0)             |
| Plus petit nombre de sacks effectués par une équipe                                     | 0               | Kansas City                                  |
| Plus petit nombre de turnovers effectués par une équipe                                 | 0               | Kansas City                                  |
| Plus petit nombre de retour de kickoffs effectués par une équipe                        | 0               | Kansas City                                  |
| Plus grand nombre de touchdowns inscrits par l'équipe perdante                          | 04              | Philadelphia                                 |
| Plus grand nombre de 4e downs réussis par une équipe                                    | 02              | Philadelphia                                 |
| Plus grand nombre de touchdowns inscrits par un joueur lors d'un Super Bowl             | 03              | Jalen Hurts (Philadelphia)                   |
| Plus grand nombre de touchdowns inscrits à la course par un joueur lors d'un Super Bowl | 03              | Jalen Hurts (Philadelphia)                   |
| Plus grand nombre de points inscrits par un joueur lors d'un Super Bowl                 | 20              | Jalen Hurts (Philadelphia)                   |

## Spectacle de la mi-temps
Le 23 septembre 2022, la société Apple Music est désignée comme détentrice des droits du Spectacle de la mi-temps du Super Bowl remplaçant la société Pepsi qui avait sponsorisé les dix dernières éditions. Certains médias ont allégué sur les réseaux sociaux que l'auteure-compositrice-interprète américaine Taylor Swift serait la tête d'affiche, sur la base de ses associations avec Apple et la société rivale traditionnelle de Pepsi, Coca-Cola. Par la suite, diverses sources ont rapporté que Swift avait refusé l'offre, ne désirant pas se produire avant que le réenregistrement de son ancien catalogue ne soit terminé,.
Le 25 septembre, Rihanna, chanteuse de la Barbade, est désignée comme tête d'affiche du spectacle. Cela marque la première performance « live » de Rihanna depuis plus de cinq ans. Elle indique ainsi mettre fin au boycott de l'événement qu'elle s'était auto-imposé en solidarité avec le quarterback Colin Kaepernick.
Justina Miles interprète le spectacle en ASL, faisant d'elle la première personne sourde à participer à un show de la mi-temps du Super Bowl.